# Falun Gong
 Der er for få eller ingen kildehenvisninger i denne artikel, hvilket er et problem. Du kan hjælpe ved at angive troværdige kilder til de påstande, som fremføres i artiklen.

Falun Gong eller Falun Dafa er en nyreligiøs bevægelse, der praktiserer en særlig form for qigong. I modsætning til almindeligt qigong så opfatter tilhængere at Falun Gong deres form for qigong for at være en spirituel øvelse, der angiveligt skulle kunne helbrede og give indre ro. Falun Gong er inspireret af buddhisme og taoisme.
Falun Gong blev grundlagt af Li Hongzhi i 1992. Først underviste han i det i Changchun, og senere hen i resten af Kina.
Hongzhi bliver set af Falun Gongs udøvere som en slags guddommelig figur. Bevægelsen er kendt for at være imod Kinas kommunistiske parti, at have anti-evolutionære holdninger, at være imod homoseksualitet og feminisme, samt at forkaste moderne medicin. De er derfor blevet beskrevet som "ultra-konservative".
Falun Gong driver Epoch Media Group, som er kendt for dens datterselskaber, New Tang Dynasty Television og The Epoch Times. Den sidstnævnte, en avis, er blevet kendt som politisk højreekstremistisk, og har fået  betydelig opmærksomhed i USA for at promovere konspirationsteorier, som QAnon og anti-vaccine misinformation, samt for at producere reklamer for tidligere præsident Donald Trump. Den har også fået opmærksomhed i Europa for at promovere højreekstremistiske politikere, især i Frankrig og Tyskland.
I 1999 blev Falun Gong officielt anklaget for at være en dommedagskult, og siden har udøvere af Falun Gong været forfulgt i Kina.